# Fred Weintraub
Fred Weintraub (* 27. April 1928 in der Bronx, New York City, Vereinigte Staaten; † 5. März 2017 in Pacific Palisades, Kalifornien, Vereinigte Staaten) war ein US-amerikanischer Nachtclubunternehmer, Filmproduzent und Drehbuchautor.

## Leben
Der im New Yorker Stadtteil Bronx geborene und aufgewachsene Sohn eines jüdischen Spielwaren- und Kinderwagengeschäftbetreibers besuchte die William Howard Taft High School und die Fieldston School. Es schloss sich ein Studium an der Wharton School of Business der University of Pennsylvania an. Nachdem er im Kino Federico Fellinis La Strada – Das Lied der Straße (1954) gesehen hatte, war Weintraub fortan vom Kino gefesselt. Dennoch musste er, um sich und seine Familie zu ernähren, sich zunächst andere Jobs annehmen; so verdingte er sich unter anderem als Klavierspieler in einem Puff und betrieb ein Fischerboot auf Kuba.
Mit dem Nachtclub The Bitter End Coffeehouse eröffnete er 1961 seine erste eigene bedeutende Unternehmung. In dieser kulturellen Begegnungsstätte, im New Yorker Stadtteil Greenwich Village, ebnete er seitdem die Karrieren zahlreicher Musiker und Entertainer, die nachmals weltbekannt werden sollten: Bob Dylan, Woody Allen, Lenny Bruce, Bill Cosby, Randy Newman, Nina Simone sowie Peter, Paul and Mary absolvierten hier ihre ersten bzw. frühen Auftritte. 1974 verkaufte Weintraub The Bitter End.
Bereits gegen Ende der 1960er Jahre gelang Weintraub der Sprung ins Fernsehgeschäft, und mit der Filmherstellung schuf er sich ein weiteres berufliches Standbein. Seit 1972 war er als Kinofilmproduzent tätig. Das Gros seiner Werke waren schnörkellose, raubauzige (und zumeist nicht sonderlich anspruchsvolle) Action- und Gangsterfilme, mehrfach B-Pictures. Weintraub arbeitete aber auch gelegentlich zu Beginn seiner Karriere mit Stars der Branche wie Bruce Lee, George C. Scott, Yul Brynner und Steve McQueen zusammen und verfasste einige Drehbücher. Im Laufe der frühen 2000er Jahre zog sich Fred Weintraub sukzessive aus dem Produktionsgeschäft zurück. Zuletzt litt er an der Parkinsonschen Krankheit.

## Filmografie
- 1972: Die Rache ist mein (Rage)
- 1973: Der Mann mit der Todeskralle (Enter the Dragon)
- 1974: Freie Fahrt ins Jenseits (Black Belt Jones)
- 1974: Chikago Poker (Truck Turner)
- 1974: Das Geheimnis der 7 goldenen Nadeln (Golden Needles)
- 1975: Selbstjustiz (Trial by Combat)
- 1975: New York antwortet nicht mehr (The Ultimate Warrior)
- 1976: Hot Potato
- 1976: It’s Showtime (Dokumentarfilm)
- 1977: Die Meute (The Pack)
- 1978: Jaguar lebt! (Jaguar Lives!)
- 1979: The Promise
- 1979: Ich, Tom Horn (Tom Horn)
- 1979: Die große Keilerei (The Big Brawl)
- 1981: Die Macht der Fünf (Force: Five)
- 1982: Höllenjagd bis ans Ende der Welt (High Road to China)
- 1985: Out of Control
- 1985: Asia Mission (Gymkata)
- 1986: Ladies Club (The Women’s Club)
- 1988: Schuld und Fluch (My Father, My Son)
- 1990: Die Stärke der Macht (A Show of Force)
- 1990: China O’Brien
- 1991: China O’Brien II
- 1991: Born to Ride
- 1992: Tod in den Augen (Gypsy Eyes)
- 1993: Trouble Bound
- 1993: Bruce Lee: Der Fluch des Drachens (Curse of the Dragon)
- 1994: Backstreet Justine – Knallhart und unbestechlich (Backstreet Justice)
- 1995: Triplecross – Ans Messer geliefert (Triplecross)
- 1995: Under the Gun
- 1996: Im Auge des Hurrikan (Undertow)
- 1995–97: Playboy’s Really Naked Truth (TV-Reihe)
- 1999: Des Teufels Rechnung (The Devil's Arithmetic)
- 2000: Perilous
- 2001: Amazons and Gladiators
- 2002: Warrior Angels
- 2003: Dream Warrior
- 2004: Lady Musketier – Alle für Eine (La Femme Musketeer)